# Richer (évêque)
Pour les articles homonymes, voir Richer.

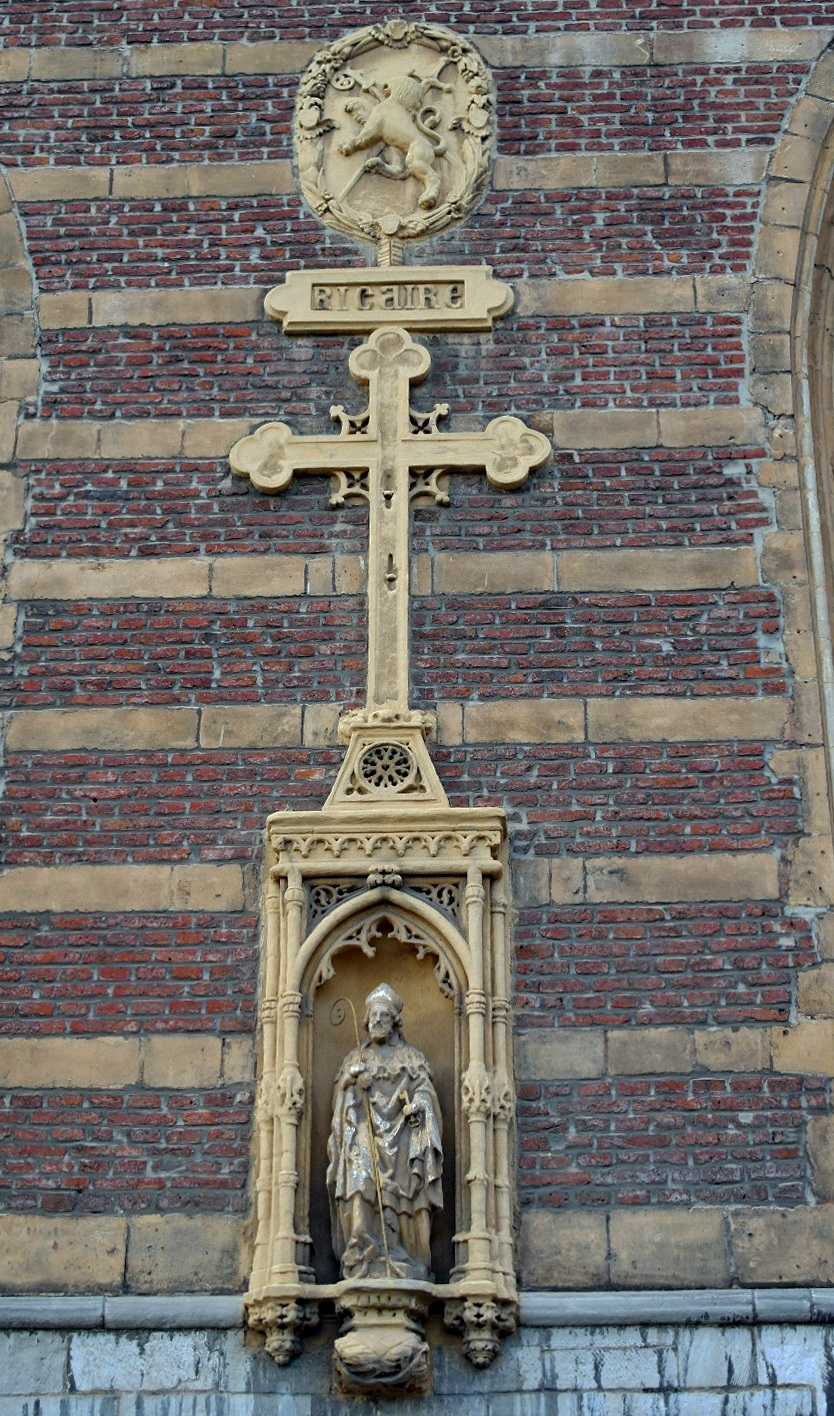
Blason de "Ricaire" sur la façade de l'église Saint-Servais de Liège.

Richer ou Ricaire, (880 - 23 juillet 945), fils d'Adalhard, comte de Metz († 890), était évêque de Liège de 920 à 945, abbé de Lobbes (922-945), d'Aulne et de Prüm. 

## Biographie
C'est sous son épiscopat qu'on commence à nommer les évêques de Liège par ce nom ; ils étaient automatiquement nommés évêques de Tongres, même si le diocèse avait son siège à Liège.
En 923, le diocèse de Liège fait à nouveau partie de la Germanie.
Durant son épiscopat, en tant qu'abbé de Lobbes, il relève de ses ruines le monastère voisin d'Aulne ravagé par les Normands un demi-siècle auparavant, restaure la cathédrale Saint-Lambert et y ajoute dix chanoines, ce qui en fait quarante au total. Il reconstruit et en profite pour agrandir l'église Saint-Pierre à Liège et la transforme en collégiale Saint-Pierre. Pour certains, il serait à l'origine de plusieurs édifications d'églises dans la ville, comme l'église Saint-Servais (933). 
Il meurt le 23 juillet 945 et est enseveli dans la collégiale Saint-Pierre.